# Prašina
Prašina je opći naziv za sićušne postojane komadiće proizvoljne materije promjera manjeg od 500 mikrona ili, ako se promatra još šire, za svaku fino odvojenu materiju. 
Na Zemlji prašina u atmosferi ima razne izvore: zemna prašina nošena vjetrom, vulkanske erupcije i zračno zagađenje, samo su neki od primjera. Prašina u zraku predstavlja aerosol i ima snažno, lokalno djelovanje na atmosferu i značajno utječe na klimu. Štoviše, ako se u njenom sastavu nalazi i neka zapaljiva tvar (npr. fluor), prašina može izazvati eksploziju.
Fizičke osobine prašine pokoravaju se prirodnim zakonima koji nisu jednaki onima koji vrijede za čvrsta i tekuća tijela. Tako, na primjer, tlak na zidove kutije pune prašine ne mora biti jednak u svim točkama.
Prašina je odgovorna za plućnu bolest poznatu pod nazivom Pneumoconiosis, kao i za crnu plućnu bolest od koje najčešće obolijevaju rudari. Da bi se umanjilo štetno djelovanje, donesene su brojne zakonske odredbe kojima se propisuju standardi koji moraju biti ispunjeni u radnoj sredini.